# Camptopoeum bactrianum
Camptopoeum bactrianum là một loài Hymenoptera trong họ Andrenidae. Loài này được Popov mô tả khoa học năm 1960.